# Oleggio Castello
Oleggio Castello – miejscowość i gmina we Włoszech, w regionie Piemont, w prowincji Novara.
Według danych na rok 2004 gminę zamieszkiwało 1729 osób, 345,8 os./km².